# Polydore de Keyser

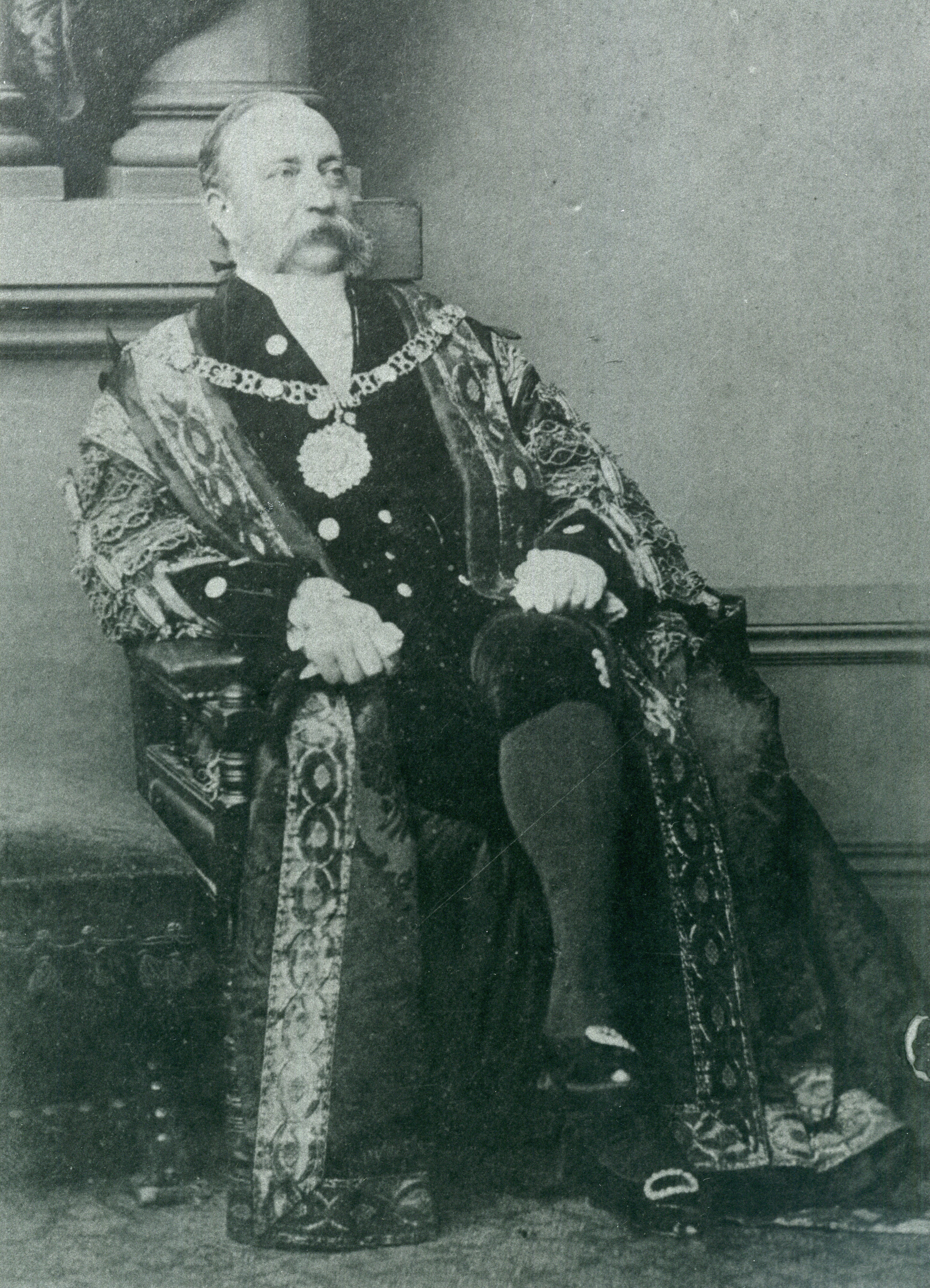
Polydore de Keyser, in der Amtstracht des Lord Mayor of London, 1887/88

Sir Polydore de Keyser (* 13. Dezember 1832 in Termonde, Belgien; † 14. Januar 1898 in London, England) war ein britischer Hotelier sowie der erste katholische Lord Mayor of London seit der Reformation.

## Biografie
Seine Eltern, der Kaufmann Joost Constantin Fidel Keyser und Catharina Rosalie Troch, stammten aus Belgien und zogen mit der Familie vor 1849 nach London. Hier erwarben sie ein kleines Hotel am Victoria Embankment (gegenüber der Blackfriars Bridge an der Themse), das erst Royal Hôtel London hieß und später als De Keyser Royal Hotel bekannt wurde. Keyser wurde am 17. Dezember 1853 als britischer Untertan naturalisiert.
1856 überließ Constantin Keyser die Hotelleitung seinem Sohn Polydore. 1872 begann dieser durch Ankauf und Umbau der Nachbarhäuser sein einst unscheinbares Hotel zu einem der ersten Hotels Londons zu erheben, das 1874 vom belgischen König Leopold II. offiziell eröffnet wurde. In seinem Heimatland Belgien wurde Polydore de Keyser 1888 als Kommandeur des Leopold-Ordens ausgezeichnet und in Antwerpen wurde eine Straße nach ihm benannt (Avenue de Keyser). 1862 heiratete er die Brüsslerin Louise Piéron, die ihren Wohnsitz ebenfalls in England hatte.
Obwohl Katholik und ursprünglich Ausländer erlangte Polydore de Keyser zahlreiche öffentliche Ämter. 1868 als Beigeordneter (Alderman) der City of London gewählt, um den Stadtbezirk Farringdon Without beim Court of Common Council zu vertreten; er wurde mehrfach wiedergewählt und hatte diese Funktion bis ca. 1892 inne. 1882 wurde er zum Sheriff von London und Middlesex und 1887 sogar zum Lord Mayor gewählt. Königin Victoria erhob ihn am 4. Dezember 1888 anlässlich des Endes seiner einjährigen Amtszeit als Lord Mayor als Knight Bachelor in den persönlichen Adelsstand. Er war auch Freimaurer, Mitglied der mehrerer Livery Companys (Spectacle Makers, Farriers, Butchers, Innholders, Poulters und Gold and Silver Wyre Drawers) und Gouverneur der Hospitäler Bridewell, Bethlem und St Bartholomew’s.
Im Jahr 1897 wandelte Keyser das De Keyser Royal Hotel in eine Kapitalgesellschaft um, bei welcher er bis zu seinem Tod als Vorstand fungierte.
Keyser starb 1898, wie schon zuvor 1895 seine Gattin an Krebs. Beide wurden auf dem Nunhead Cemetery begraben. Da die Ehe kinderlos blieb, hatte er seinen Neffen Polydore Weichand de Keyser adoptiert, der ihn beerbte und die Leitung seiner Hotelgesellschaft übernahm.
1889 bzw. 1899 erschienen zwei Auflagen von „Blühers Rechtschreibung der Speisen und Getränke – alphabetisches Fachlexikon“, bei dem de Keysers Fachwissen als Hotelier eingeflossen war.

## Trivia
Das De Keyser Royal Hotel wurde 1916 während des Ersten Weltkriegs vom britischen Kriegsministerium requiriert. Über die hierfür fällige Entschädigung wurde ein Rechtsstreit namens Attorney-General v De Keyser's Royal Hotel Ltd geführt, dessen 1920 gefälltes Urteil eine Grundsatzentscheidung des britischen Verfassungsrechts darstellte und der deshalb besondere Bekanntheit erlangte.